# کانگه ایواوتسکیه
کانگه ایواوتسکیه (به لهستانی:  Kanie Iławeckie) یک روستا در لهستان است که در گمینا گورووو ایواوتسکیه واقع شده‌است. کانگه ایواوتسکیه  ۷۰ نفر جمعیت دارد.